# Holiday Date
Holiday Date (bra: Um Namorado para o Natal) é um filme para televisão estadunidense dirigido por Jeff Beesley, lançado em 2019 pela Hallmark Channel.

## Enredo
Emily Brooke (Brittany Bristow), uma designer de Nova Iorque, planeja passar as festas de fim de ano na casa de seus pais em Whispering Pines, Pensilvânia, apresentando seu noivo, Ethan. Após o término do noivado, Brooke convence Joel (Matt Cohen [en]), um ator judeu, a fingir ser seu namorado. Em Whispering Pines, a família de Brooke integra tradições de Hanukkah às celebrações de Natal, criando uma fusão cultural.

## Elenco
| Ator                     | Personagem     |
| ------------------------ | -------------- |
| Brittany Bristow         | Emily Brooke   |
| Matt Cohen [en]          | Joel           |
| Ava Grace Cooper         | Tessa          |
| Peter Benson             | Glen           |
| Kristina Lao             | Sarah Banks    |
| Teryl Rothery [en]       | Donna          |
| Bruce Boxleitner         | Walter         |
| Anna Van Hooft [en]      | Ashley         |
| Edward Ruttle            | Ethan Reinhart |
| Shannon Chan-Kent [en]   | Megan          |
| Matty Finochio           | Larry          |
| Edwin Perez              | Roger          |
| Christine Chatelain [en] | Cheryl         |
| Ken Tremblett            | Hank           |
| Seth Friesen             | Irmão de Emily |
| Natalie Moon             | Nina           |
| April Telek [en]         | Mãe de Emily   |
| Dee Jay Jackson          | Comerciante    |
| Heather-Claire Nortey    | Robbie         |

## Recepção

### Audiência
Estreado em 22 de dezembro de 2019 pela Hallmark Channel, o filme integra a programação natalina do canal. No agregador de críticas Rotten Tomatoes, 80% do público aprova o filme.

### Crítica
Nancy Coleman, do jornal estadunidense The New York Times, criticou a abordagem do filme sobre o Hanukkah, descrevendo-a como um "infomercial intercultural" com definições mecânicas de elementos judaicos, como menorás e dreidels. A atriz mirim Ava Grace Cooper foi indicada ao Young Artist Awards de 2020 por sua atuação.

#### Prêmios e indicações
| Ano  | Premiação           | Local do evento | Recipiente(s)    | Resultado | Ref.   |
| ---- | ------------------- | --------------- | ---------------- | --------- | ------ |
| 2020 | Young Artist Awards | Remoto          | Ava Grace Cooper | Indicada  | [ 12 ] |